# Michael Gehring
Michael Gehring (* 28. Februar 1918 in Schweinfurt; † 6. April 1969 in Berlin) war ein deutscher Arzt,  Gesundheitspolitiker  und SED-Funktionär. Er war stellvertretender Minister für Gesundheitswesen der DDR.

## Leben
Gehring, Sohn einer Arbeiterfamilie, besuchte die Grundschule und das Gymnasium. Er war ab 1925 im Katholischen Jugendverband und von 1933 bis 1937 in der Hitlerjugend. Gehring studierte ab 1937 Medizin an den Universitäten München und Würzburg und wurde 1944 in Würzburg zum Dr. med. promoviert. Ab 1937 Angehöriger der Wehrmacht, kam er während des Zweiten Weltkrieges als Feldunterarzt im Artillerieregiment 74 in Ungarn, Rumänien und der Sowjetunion zum Einsatz. Er geriet von April bis Juni 1945 in US-amerikanische Kriegsgefangenschaft und arbeitete 1945 in der Infektionsabteilung des Krankenhauses Neuruppin.
Vom 1. Juli bis 31. Dezember 1946 war Gehring zunächst Mitglied der Liberal-Demokratischen Partei Deutschlands (LDPD) und ab März 1947 Mitglied der Sozialistischen Einheitspartei Deutschlands (SED). 1947 leitete er das Krankenhaus im Heimkehrerlager Gronenfelde und wurde 1948 Chefarzt der neu errichteten Städtischen Poliklinik in Frankfurt (Oder).

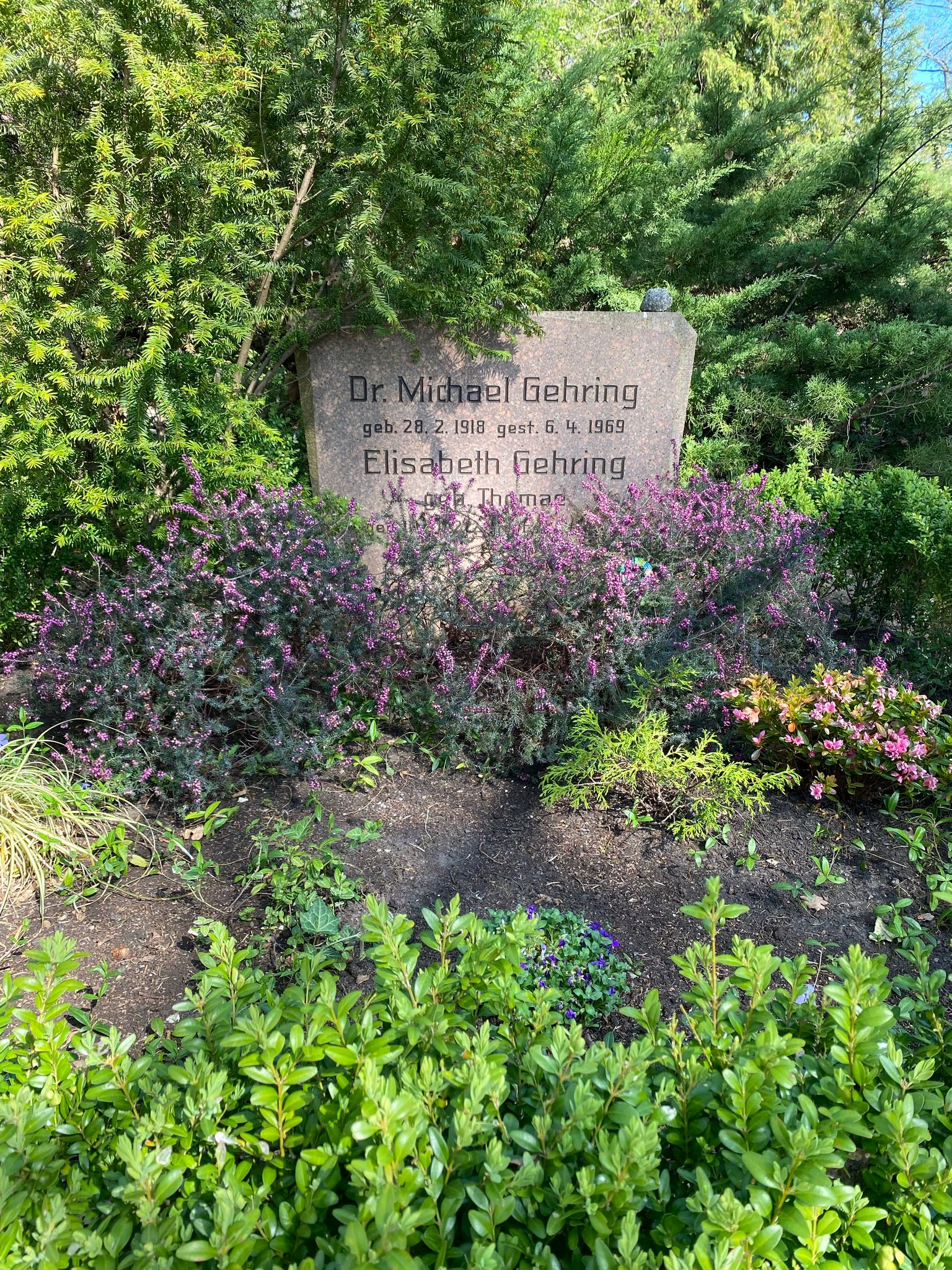
Grabstätte auf dem Zentralfriedhof Friedrichsfelde

1949 wurde Gehring in die Hauptverwaltung Gesundheitswesen der Deutschen Wirtschaftskommission, später ins Ministerium für Arbeit und Gesundheitswesen bzw. in das Ministerium für Gesundheitswesen berufen. Hier hatte er mehrere verantwortliche Funktionen inne: So war er ab 1950 Leiter der Abteilung Schulung, später Leiter der Hauptabteilung Heilwesen sowie Sekretär der BPO der SED. Ab 1958 fungierte er als stellvertretender Minister für Gesundheitswesen und ab 1961 als Erster Vizepräsident des Komitees für gesunde Lebensführung und Gesundheitserziehung der DDR. Im Februar 1964 wurde er – als Nachfolger von Willi Jahnke – Staatssekretär und Erster Stellvertreter des Ministers für Gesundheitswesen. Von Januar 1963 (VI. Parteitag) bis April 1967 (VII. Parteitag) war Gehring zudem Kandidat des ZK der SED.
Als Schulungsleiter und Fortbildungsreferent hat Gehring insbesondere die Lehre Iwan P. Pawlows rezipiert und versucht, ihre Anwendung in der medizinischen Praxis voranzubringen.
Gehring war verheiratet und Vater von vier Kindern. Er starb im Alter 51 Jahren und wurde auf dem Zentralfriedhof Berlin-Friedrichsfelde beigesetzt.

## Schriften
- Über die Treffsicherheit der Röntgendiagnostik bei Erkrankungen des Dünndarms und Dickdarms mit Ausnahme des Duodenums. Universität Würzburg 1944 (Dissertation).
- Einführung in das Studium der Lehre I. P. Pawlows. Verlag Volk und Gesundheit, Berlin 1952.
  - (spanische Übersetzung): Introducción al estudio de la doctrina de I. P. Pavlov. Editorial Ciordia, Buenos Aires 1966.
- Fragen der Anwendung der Lehre Pawlows in der medizinischen Praxis. Verlag Volk und Gesundheit, Berlin 1954.
- Einführung in die Krankenpflege. Verlag Volk und Gesundheit, Berlin 1957.
- Einführung in die Lehre von der höheren Nerventatigkeit. Dresden 1957; 4. Auflage, Potsdam Institut für Weiterbildung Mittlerer Medizinischer Fachkräfte, Potsdam 1968.
- Gesundheit und soziale Sicherheit [Wissenswertes über die DDR]. Verlag Zeit im Bild, Dresden 1964. 
  - (englische Übersetzung): Health and social security.
  - (französische Übersetzung): Santé et sécurité dans le domaine social.
  - (spanische Übersetzung): Sanidad y seguridad social.
- Gesundheits- und Sozialwesen: DDR. Verlag Zeit im Bild, Dresden 1968. 
  - (englische Übersetzung): Health and social system: GDR.
  - (finnische Übersetzung): Terveys- ja sosiaalihuolto: SDT.
  - (französische Übersetzung): Santé publique et affaires sociales: RDA.
  - (russische Übersetzung): Здравоохранение и социальное обеспечение: ГДР.
  - (schwedische Übersetzung): Hälsovårds- och socialväsen: TDR.
  - (spanische Übersetzung): Salud pública y asistencia social: RDA.

- (Übersetzer): Alexander G. Spirkin, E. P. Brunowt: Die Lehre I. P. Pawlows von den Signalsystemen (Учение И.П. Павлова о сигнальных системах). Verlag Volk und Gesundheit, Berlin 1953.
- (Herausgeber): L. S. Gambarjan, W. I. Sasontow: Einige Methoden der Einführung der Lehre Pawlows in die praktische Medizin (Некоторые методы внедрения учения И. П. Павлова в практическую медицину). Verlag Volk und Gesundheit, Berlin 1954.

## Auszeichnungen
- Zweimal Medaille für ausgezeichnete Leistungen (1955)
- Titel Obermedizinalrat
- Vaterländischer Verdienstorden in Bronze (1964)
- Ehrentitel Verdienter Arzt des Volkes
- Hufeland-Medaille (1968)
- Titel Verdienter Meister des Sports (1969)